# Římskokatolická církev na Litvě

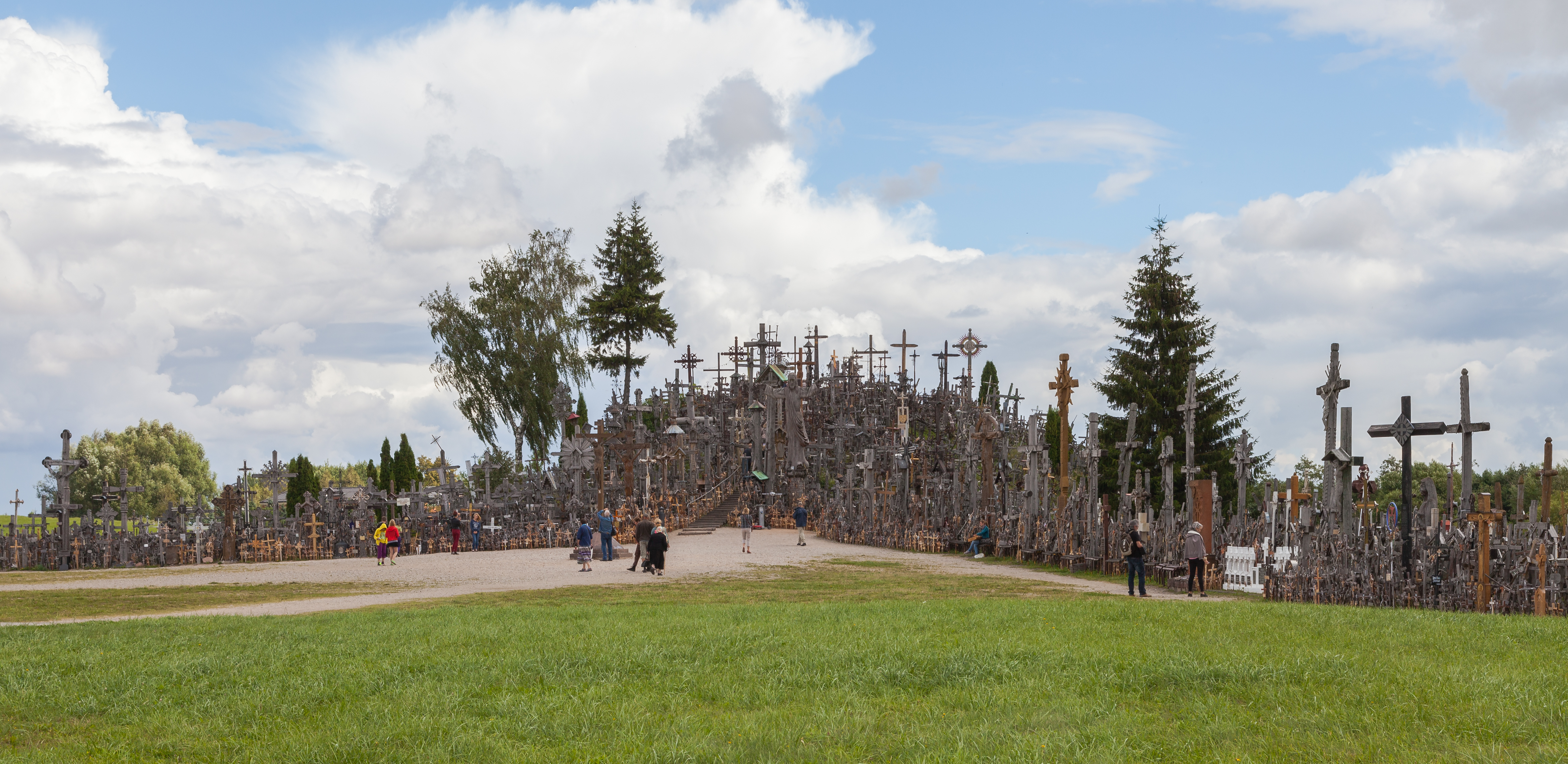
Hora křížů poblíž Šiauliai, od 1. pol. 19. století jeden ze symbolů litevského národa a jeho katolické víry

Římskokatolická církev je největší organizovanou náboženskou skupinou na Litvě, kde má významný společenský vliv. Hlásí se k ní cca 2,8 miliónů obyvatel (cca 80 % celé litevské populace). Katolickým patronem Litvy je sv. Kazimír († 1484).
Katolictví přijala Litva, poslední pohanský stát Evropy, až dosti pozdě (v letech 1387/1417), a to z důvodu sebezáchovy před velmi silným politicko-vojenským tlakem Řádu německých rytířů a jeho evropských spojenců. Postupem staletí se však s napůl vnucenou vírou Litevci ztotožnili a po roce 1795, kdy zanikl polsko-litevský stát, se katolictví stalo významným národně-identifikačním prvkem, jenž pomáhal vzdorovat rusifikačnímu a centralizačnímu útlaku i snahám o asimilaci, a to jak v rámci carského impéria, tak zejména později Sovětského svazu – v obou případech se nepřítel lišil také v náboženské rovině (v prvním případě šlo o pravoslaví, v druhém o militantní ateismus). Zejména v období nejtvrdšího teroru ze strany sovětských orgánů ve 40. a 50. letech 20. století zahynulo mnoho litevských katolíků mučednickou smrtí.

## Struktura
Církev je organizována do dvou provincií (vilniuské a kaunaské) o sedmi (arci)diecézích:
- Vilniuská církevní provincie
  - arcidiecéze vilniuská (založena 1387, arcidiecéze od 1925), se sufragánními diecézemi:
    - diecéze kaišiadoryská (založena 1926)
    - diecéze panevėžyská (založena 1926)

- Kaunaská církevní provincie
  - arcidiecéze kaunaská (založena 1417 jako diecéze žmuďská, arcidiecéze od 1926), se sufragánními diecézemi:
    - diecéze telšiaiská (založena 1926)
    - diecéze vilkaviškiská (založena 1926)
    - diecéze šiauliaiská (založena 1997)

- vojenský ordinariát Litvy

## Svatí, blahoslavení a mučedníci
- Benediktas Andriuška (1884–1951)
- Baltramiejus Auglys (1869–1932)
- Petras Auglys (1861–1937)
- Jonas Burneika (1901–1956)
- Severinas Buteikis (1911–1942)
- Adelė Dirsytė (1909–1955)
- Pranas Dovydaitis (1886–1942)
- Virgilijus Jaugelis (1948–1980)
- Petras Kairys (1884–1937)
- Petras Paulaitis (1904–1986)
- Elena Spirgevičiūtė (1924–1944)
- Juozapas Usonis (1867–?)
- Boleslavas Vėgėlė
- Pranciškus Vitkevičius (1877–1941)

## Katedrály

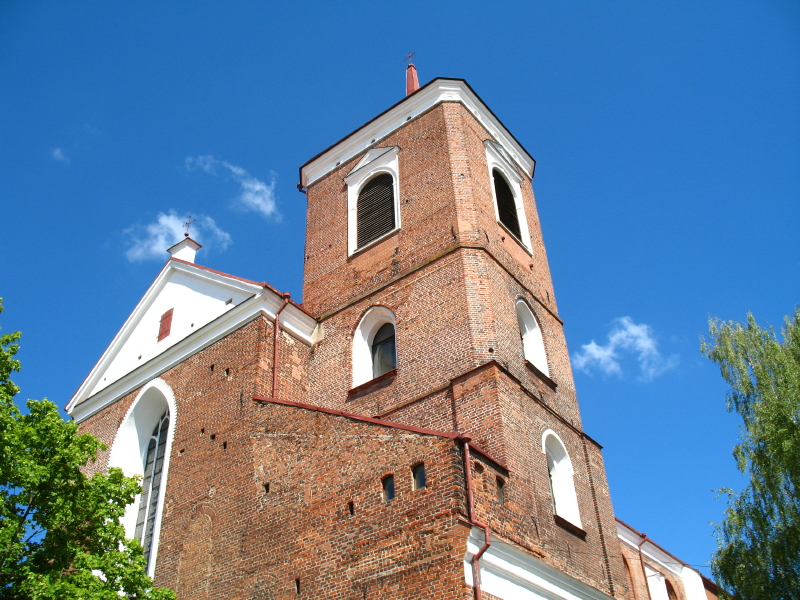
Katedrála v Kovně (Kaunasu)
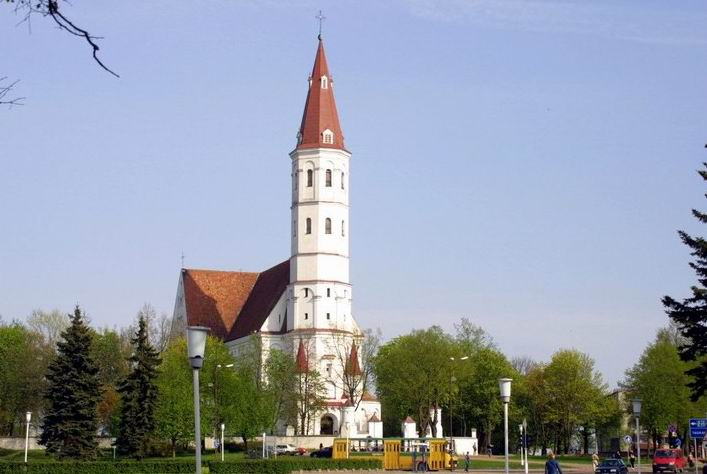
Katedrála v Šiauliai
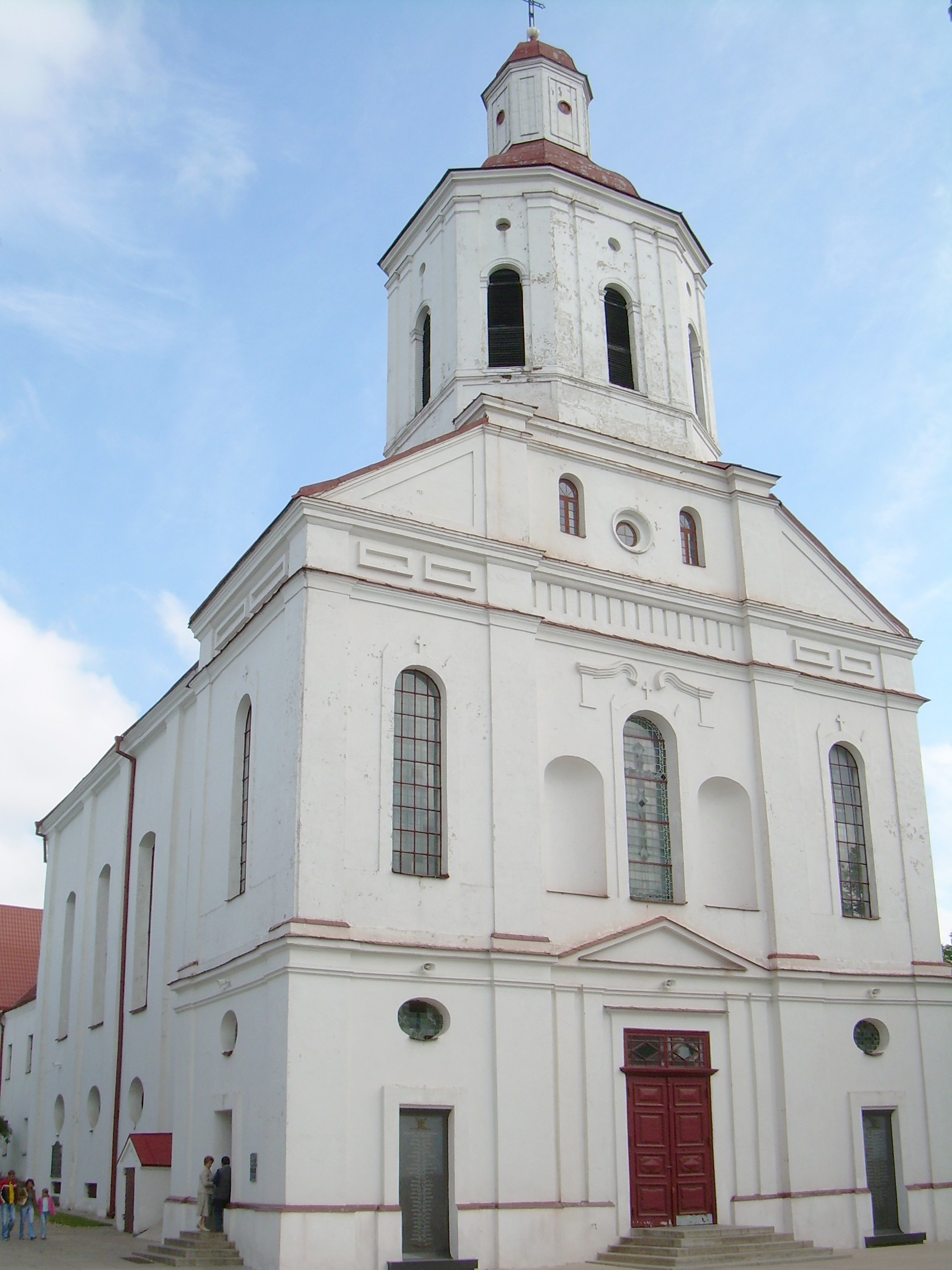
Katedrála v Telšiai
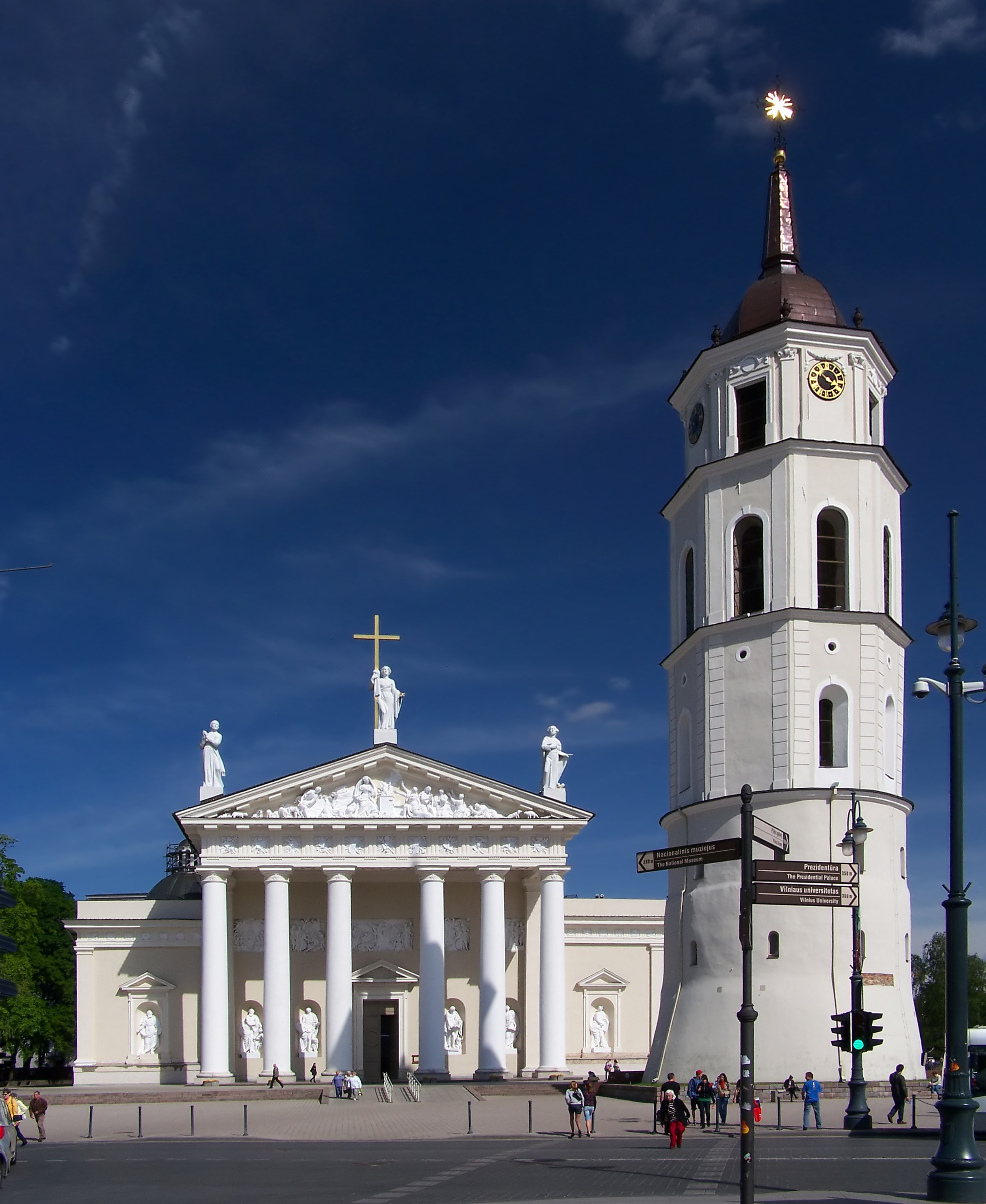
Katedrála ve Vilně (Vilniusu)
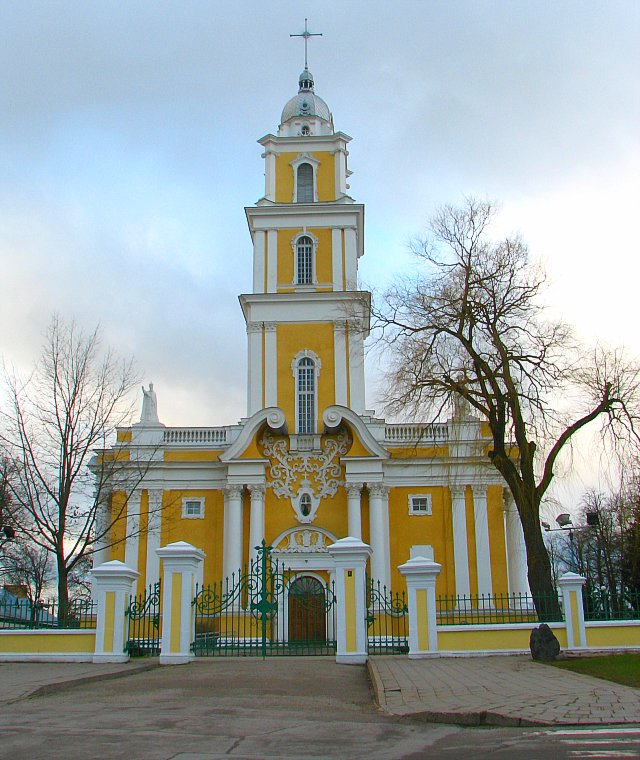
Katedrála v Panevėžysu